# Резников, Станислав Викторович
Станисла́в Ви́кторович Ре́зников (род. 8 апреля 1986, Новороссийск, Краснодарский край, СССР) — российский футболист, полузащитник.

## Карьера
Воспитанник новороссийского футбола. В 2003 году сыграл за местный «Черноморец» один матч в Премьер-лиге против «Зенита» (0:3) и один в Кубке Премьер-лиги также против «Зенита» (2:2). В 2004 году играл в дубле «Сатурна». В 2005 году перешёл в «Луч-Энергию», вместе с которым добыл путёвку в элитный дивизион. В 2007—2008 годах был арендован «Ностой». В 2009 году подписал контракт с «Шинником». В 2010 году перешёл в «Балтику». В 2011 году, во время летнего трансферного окна, вернулся в «Луч-Энергию». В августе 2014 года вернулся в «Носту». С 2016 года вновь защищал цвета «Черноморца». 7 июня 2019 года был отстранен от футбола на три года за участие в договорном матче.

## Достижения
- Победитель Первого дивизиона: 2005
- Победитель зоны «Восток» Второго дивизиона: 2012/13
- Финалист Кубка Премьер-лиги: 2003